# First Man
First Man is een Amerikaanse biografische avonturenfilm uit 2018 die geregisseerd werd door Damien Chazelle. De film is gebaseerd op het leven van astronaut Neil Armstrong, die als eerste mens voet op de Maan zette. De hoofdrollen worden vertolkt door Ryan Gosling, Claire Foy, Corey Stoll, Kyle Chandler en Jason Clarke.

## Verhaal
De film speelt zich af in de jaren 1960 en vertelt het verhaal van astronaut Neil Armstrong, die in dienst van NASA deelneemt aan Apollo 11, de missie om de eerste mens op de Maan te zetten.

## Rolverdeling
| Acteur             | Personage            |
| ------------------ | -------------------- |
| Ryan Gosling       | Neil Armstrong       |
| Claire Foy         | Janet Armstrong      |
| Corey Stoll        | Buzz Aldrin          |
| Kyle Chandler      | Deke Slayton         |
| Jason Clarke       | Edward Higgins White |
| Shea Whigham       | Gus Grissom          |
| Christopher Abbott | David Scott          |
| Ciarán Hinds       | Gene Kranz           |
| Brian d'Arcy James | Joseph A. Walker     |
| Pablo Schreiber    | Jim Lovell           |
| Patrick Fugit      | Elliot See           |
| Cory Michael Smith | Roger Chaffee        |
| Lukas Haas         | Michael Collins      |
| Ethan Embry        | Pete Conrad          |
| John David Whalen  | John Glenn           |
| Gavin Warren       | Rick Armstrong       |

## Productie

### Ontwikkeling
In maart 2003 bemachtigden Clint Eastwood en Warner Bros. de filmrechten op de Neil Armstrong-biografie First Man: The Life of Neil A. Armstrong van auteur James R. Hansen. In 2008 belandden de rechten op het boek bij Universal Pictures en werd Nicole Perlman in dienst genomen om het scenario te schrijven. Perlman ontmoette Armstrong persoonlijk, voor zijn dood in 2012.
In 2014 werd regisseur Damien Chazelle door producenten Marty Bowen, Wyck Godfrey en Isaac Klausner benaderd om Hansens boek te verfilmen. Vervolgens organiseerde Chazelle een ontmoeting met acteur Ryan Gosling om het project te bespreken, waarna de twee uiteindelijk besloten om samen te werken aan de musicalfilm La La Land (2016). In november 2015 raakte bekend dat Chazelle en Gosling ook van plan waren om samen First Man te verfilmen. Josh Singer werd als scenarist in dienst genomen. In maart 2017 kondigde Universal aan dat de film in de Verenigde Staten op 12 oktober 2018 zou uitgebracht worden.

### Casting
Gosling werd al in 2014 door Chazelle benaderd om het hoofdpersonage Neil Armstrong te vertolken. In mei 2017 raakte bekend dat ook Claire Foy benaderd was voor een rol in de film. Een maand later werden Kyle Chandler, Corey Stoll en Jason Clarke gecast. In juli werd Shea Whigham aan het project toegevoegd en werd de casting van Foy bevestigd. In de daaropvolgende maanden werden ook Jon Bernthal, Pablo Schreiber en Cory Michael Smith aan de cast toegevoegd. Bernthal moest uiteindelijk afhaken vanwege een 'familiaal noodgeval' en werd vervangen door Christopher Abbott.

### Opnames
De opnames gingen midden oktober 2017 van start in Atlanta (Georgia) en duurden 58 dagen. Enkele scènes werden in IMAX (70 mm) opgenomen. Chazelle liet zich inspireren door documentaires als Moonwalk One (1971) en For All Mankind (1989) en baseerde het harde realisme dat hij met zijn film nastreefde op producties als La battaglia di Algeri (1966) en The French Connection (1971).

### Release en ontvangst
De film ging op 29 augustus 2018 in première op het filmfestival van Venetië. Op 12 oktober 2018 werd de film ook in de Amerikaanse bioscoop uitgebracht.
First Man kreeg overwegend positieve recensies. Op Rotten Tomatoes heeft de film een waarde van 88% en een gemiddelde score van 8,1/10, gebaseerd op 274 recensies. Op Metacritic heeft de film een gemiddelde score van 84/100, gebaseerd op 54 recensies.

## Prijzen en nominaties
| Jaar | Prijs                    | Categorie                   | Genomineerde(n)        | Uitslag     |
| ---- | ------------------------ | --------------------------- | ---------------------- | ----------- |
| 2018 | Filmfestival van Venetië | Gouden Leeuw                | Damien Chazelle        | Genomineerd |
| 2019 | Golden Globes            | Beste actrice in een bijrol | Claire Foy             | Genomineerd |
| 2019 | Golden Globes            | Beste muziek                | Justin Hurwitz         | Gewonnen    |
| 2019 | Critics' Choice Awards   | Beste film                  | Beste film             | Genomineerd |
| 2019 | Critics' Choice Awards   | Beste acteur                | Ryan Gosling           | Genomineerd |
| 2019 | Critics' Choice Awards   | Beste actrice in een bijrol | Claire Foy             | Genomineerd |
| 2019 | Critics' Choice Awards   | Beste regie                 | Damien Chazelle        | Genomineerd |
| 2019 | Critics' Choice Awards   | Beste bewerkte scenario     | Josh Singer            | Genomineerd |
| 2019 | Critics' Choice Awards   | Beste camerawerk            | Linus Sandgren         | Genomineerd |
| 2019 | Critics' Choice Awards   | Beste productieontwerp      | Nathan Crowley         | Genomineerd |
| 2019 | Critics' Choice Awards   | Beste montage               | Tom Cross              | Gewonnen    |
| 2019 | Critics' Choice Awards   | Beste filmmuziek            | Justin Hurwitz         | Gewonnen    |
| 2019 | Critics' Choice Awards   | Beste visuele effecten      | Beste visuele effecten | Genomineerd |
| 2019 | BAFTA Awards             | Beste actrice in een bijrol | Claire Foy             | Genomineerd |
| 2019 | BAFTA Awards             | Beste bewerkte scenario     | Josh Singer            | Genomineerd |
| 2019 | BAFTA Awards             | Beste camerawerk            | Linus Sandgren         | Genomineerd |
| 2019 | BAFTA Awards             | Beste montage               | Tom Cross              | Genomineerd |
| 2019 | BAFTA Awards             | Beste productieontwerp      | Nathan Crowley         | Genomineerd |
| 2019 | BAFTA Awards             | Beste visuele effecten      | Beste visuele effecten | Genomineerd |
| 2019 | BAFTA Awards             | Beste geluid                | Beste geluid           | Genomineerd |
| 2019 | Academy Awards           | Beste productieontwerp      | Nathan Crowley         | Genomineerd |
| 2019 | Academy Awards           | Beste visuele effecten      | Beste visuele effecten | Gewonnen    |
| 2019 | Academy Awards           | Beste geluidsmontage        | Beste geluidsmontage   | Genomineerd |
| 2019 | Academy Awards           | Beste geluidsmix            | Beste geluidsmix       | Genomineerd |